# 8270 Winslow
8270 Winslow eller 1989 JF är en asteroid i huvudbältet som upptäcktes 2 maj 1989 av den amerikanske astronomen Eleanor F. Helin vid Palomar-observatoriet. Den är uppkallad efter John S. Winslow, vän till upptäckarens make.
Asteroiden har en diameter på ungefär 4 kilometer.